# ناحیه ایتاپوا
ناحیه ایتاپوا (به اسپانیایی: Itapúa Department) یک ناحیه در کشور پاراگوئه است که در جنوب این کشور واقع شده است.

## خصوصیات
ناحیه ایتاپوا ۱۶٬۵۲۵ کیلومترمربع مساحت و ۴۵۳٬۶۹۲ نفر جمعیت دارد.